# Natuurreservaat Tangkoko Batuangus
Het Natuurreservaat Tangkoko Batuangus  is een natuurgebied in Indonesië. Het ligt in de provincie Noord-Sulawesi op het eiland Sulawesi. Het gebied is 8700 ha groot en er zijn drie bergen Gunung Tangkoko (1109 m), Gunung Dua Saudara (1361 m) en Gunung Batuangus (450 m).

## Flora en fauna
De meest voorkomende boomsoorten in het laagland regenwoud van het park zijn soorten uit de pruikenboomfamilie (Dracontomelon dao), soorten van het geslacht Palaquium en Cananga odorata. Het natuurgebied biedt bescherming aan minstens 127 zoogdiersoorten, 233 soorten vogels en 104 soorten reptielen en amfibieën. Hiervan zijn 79 zoogdiersoorten, 103 vogelsoorten en 29 reptielen en amfibieën endemisch voor het eiland Sulawesi en er zijn diverse diersoorten die op de Rode Lijst van de IUCN staan zoals de kuifmakaak (Macaca nigra, ernstig bedreigde soort) en de als kwetsbaar op de lijst staande zoogdieren Celebesspookdier (Tarsius tarsier), beerkoeskoes (Ailurops ursinus) en kleine Celebeskoeskoes (Strigocuscus celebensis). Verder de kwetsbare vogelsoorten sulawesi-jaarvogel (Rhyticeros cassidix), Temmincks neushoornvogel (Rhabdotorrhinus exarhatus), hamerhoen (maleo) (Macrocephalon maleo) en de zeer zeldzame minahassakerkuil (Tyto inexspectata).

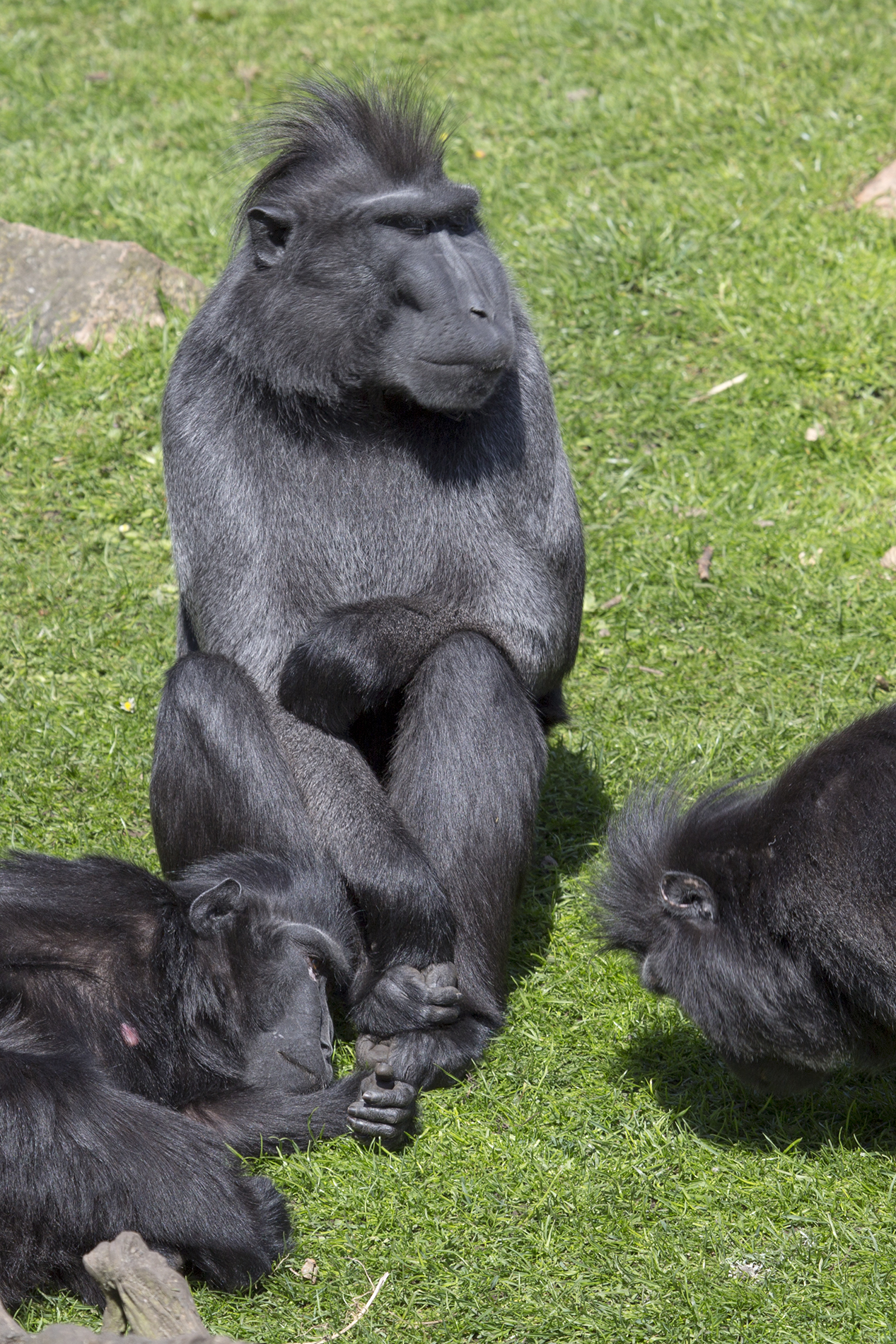
Kuifmakaak

## Natuurbescherming en bedreigingen
Het gebied rond de berg Tongkoko werd al in 1919, tijdens het Nederlandse koloniaal bewind, tot beschermd gebied verklaard. In 1978 werd daar het berggebied rond Gunung Duasaudara aan toegevoegd en in 1981 de gebieden Batuangus en Batuputih. Dit geheel heeft een oppervlakte van 8718 hectare.
Tussen 1978 en 1993 werd er nog jacht gemaakt op verschillende dieren van de rode lijst. Het aantal kuifmakaken nam met 75% af, het hamerhoen met 90% en de beerkoeskoes met 95%. Uit een onderzoek dat in 2005 werd verricht bleek dat de jacht op de kuifmakaak en de beerkoeskoes nog steeds plaatsvond.